# Friedrich Keim
Friedrich Keim (Pseudonyme: Mimbi, Chris Orlando, Clifford Clure; * 24. Juli 1884 in Königshofen, Tauber; † 10. September 1972 in Karlsruhe) war ein deutscher Schriftsteller.

## Leben
Der evangelisch getaufte, gebürtige Königshofener Friedrich Keim besuchte die Volks- und Realschule in Baden-Baden. Friedrich Keim schlug danach eine seemännische Laufbahn ein. Nach einem Einsatz als Seemann, zuletzt in der Steuermannfunktion, war er seit 1904 als Perlenfischer in Nordwestaustralien, seit 1906 als Handelsmann in der Südsee, seit 1908 als Pflanzer auf Java tätig. Nach der Rückkehr nach Deutschland lebte er seit 1924 als freier Schriftsteller in Ettlingen. Keim, der in den Jahren 1924 bis 1935 über 100 Berichte und Erzählungen aus den Wanderjahren durch die Südsee, Australien sowie Insulinde im Karlsruher Tagblatt veröffentlichte, trat insbesondere als Verfasser von Südsee-Erzählungen und Jugendbüchern hervor, die überwiegend während der Zeit des Nationalsozialismus erschienen.
Der Bastelliebhaber Friedrich Keim war mit Anna Maria geborene Reis verheiratet. Dieser Beziehung entstammte ein Kind. Er verstarb im September 1972 im Alter von 88 Jahren in Karlsruhe.

## Publikationen (Auswahl)
- Über Gold- und Perlgründen Australiens. Veduka-Verlag, Dillingen-Donau, 1925
- Durch die Dschungeln des Malaischen Archipels. Verlagsanstalt vorm. G.J. Manz, Regensburg, 1926
- Fata Morgana : Fantasien eines Busch- und Seemannes. Verlagsanstalt vorm. G.J. Manz, Regensburg, 1926
- Bruder Leichtfuß in Australien. Ensslin & Laiblin, Reutlingen, 1930
- Auf Java und Sumatra Abenteuer eines Abenteurers. Ensslin & Laiblin, Reutlingen, 1931
- Menschenhaie. Verlag moderner Lektüre, Berlin, 1935
- Unter falscher Flagge. Ein Südsee-Roman. Verlag moderner Lektüre, Berlin, 1935
- Die Flüchtlinge des Albatros: Abenteuer-Roman. Payne, Leipzig, 1936
- Die Perlen des toten Seemannes. Dietsch, Leipzig, 1940
- Australischen Häschern entronnen. Mit einem Perlenfischkutter durch die Südsee. Steiniger, Berlin, 1941
- Sturmnacht am Kap Horn. Eine Erzählung von Freundestreue und Kameradschaft zur See. Steiniger, Berlin, 1941
- Auf der Toteninsel. Aufwärts-Verlag, Berlin, 1942
- Känguruhjäger am Fitzröyfluss. Aufwärts-Verlag, Berlin, 1942